# Barranca de Cocheros
Barranca de Cocheros är en ort i Mexiko.   Den ligger i kommunen San Juan del Río och delstaten Querétaro Arteaga, i den sydöstra delen av landet, 140 km nordväst om huvudstaden Mexico City. Barranca de Cocheros ligger 2 162 meter över havet och antalet invånare är 384.
Terrängen runt Barranca de Cocheros är kuperad norrut, men söderut är den platt. Runt Barranca de Cocheros är det ganska tätbefolkat, med 192 invånare per kvadratkilometer. Närmaste större samhälle är San Juan del Río, 12,6 km nordost om Barranca de Cocheros. I omgivningarna runt Barranca de Cocheros växer huvudsakligen savannskog.